# Gjerstad Station
Gjerstad Station (Gjerstad stasjon) er en jernbanestation på Sørlandsbanen, der ligger i Gjerstad kommune i Norge. Den ubemandede station består af to spor med to perroner, en stationsbygning og stoppested for busser. Stationsbygningen, der er opført i træ, regnes for at være en af de bedst bevarede i nyklassicistisk stil på Sørlandsbanen. Stationen ligger lige ved indsøen Gjerstadvatnet.
Stationen åbnede 10. november 1935, da banen blev forlænget fra Neslandsvatn til Nelaug.